# Déforestation en Allemagne

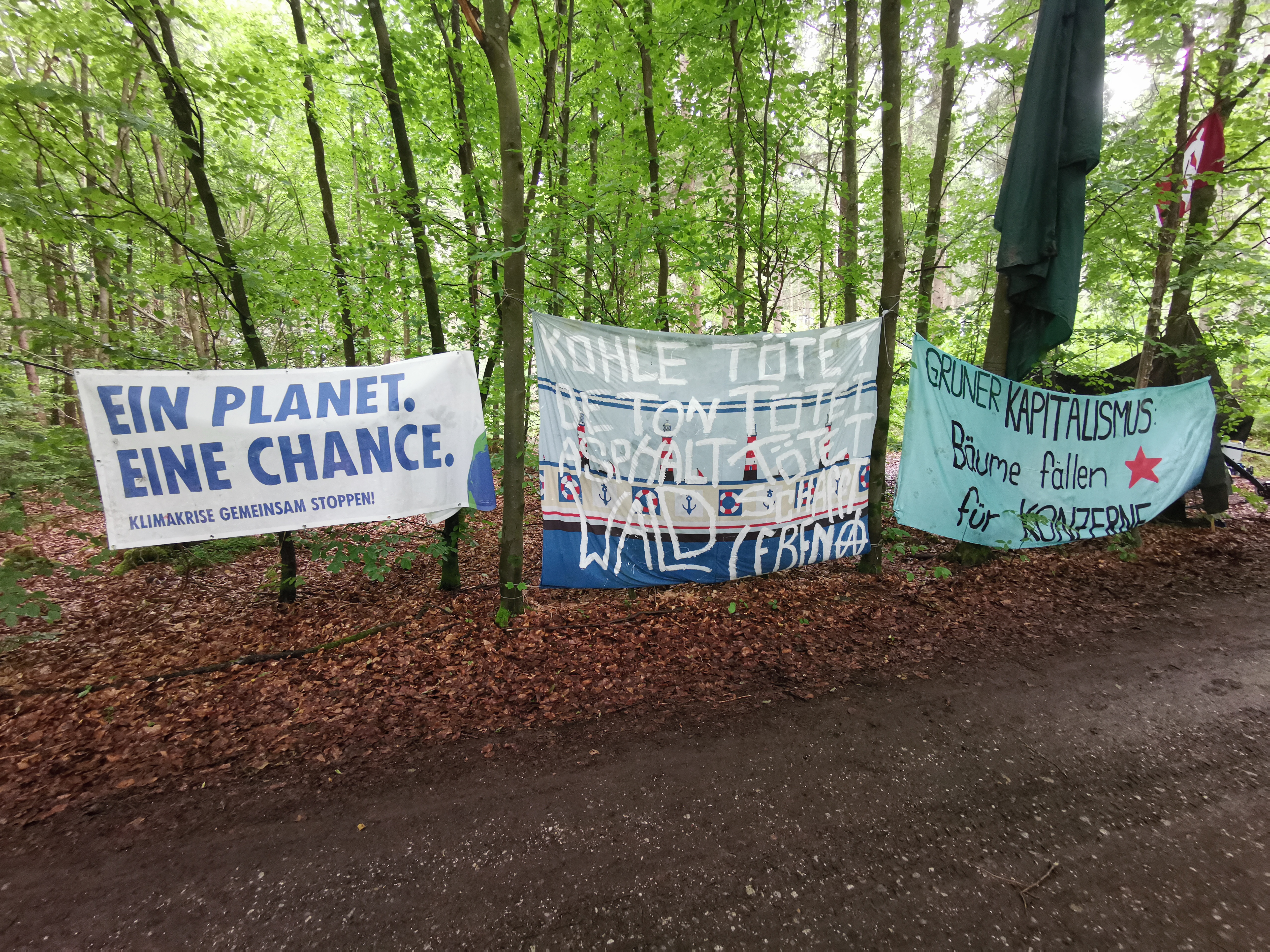
Banderoles demandant l'arrêt de la déforestation (2021).

La déforestation en Allemagne a évolué de façon significative depuis le début des années 2000, avec une diminution de 11% des surfaces couvertes par les forêts entre 2001 et 2023.

## Historique
Entre 1990 et 2000, la forêt allemande avait progressé de 33 500 ha par an, et en 2005, elle représentait 11 millions d'hectares, soit 31,7% du pays.
La surveillance par étude des images satellites montre que la forêt allemande a perdu 5% de sa surface depuis 2018, ce qui est un rythme plus rapide que ce qui était estimé auparavant,.

## Causes
Les causes sont multiples et se cumulent les unes aux autres: en plus de l'exploitation forestière par coupes à blanc notamment pour l'agriculture, les incendies, les parasites et la sécheresse, des forêts ont été détruites par l'homme afin de laisser la place à des installations industrielles telles que la Gigafactory à proximité de Berlin, où 500 000 arbres ont été coupés entre 2019 et 2023, soit 329 ha de forêt définitivement disparue, ou pour l'extension de l'Aéroport de Francfort-sur-le-Main.

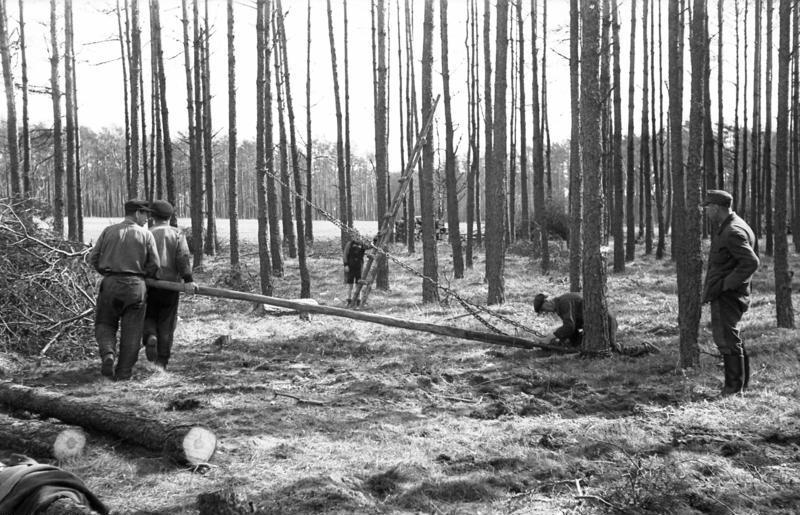
Bucherons en Allemagne en 1948.
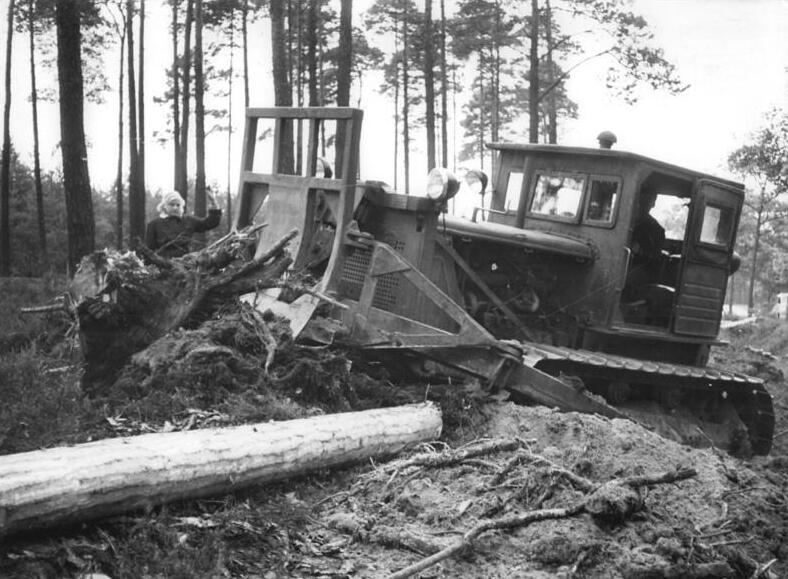
Bulldozer utilisés en 1955.
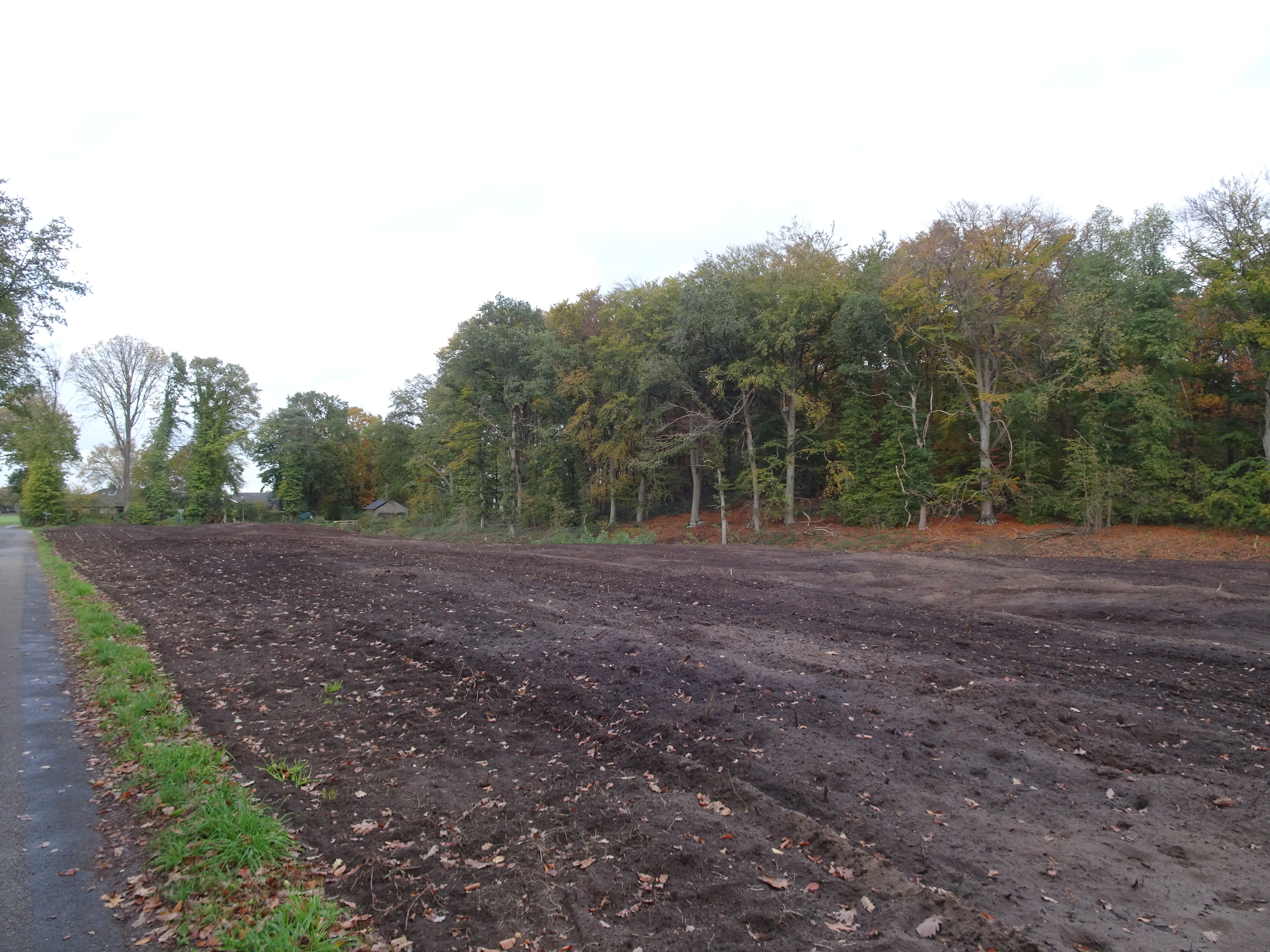
Coupe à blanc en 2019 pour l'agriculture.
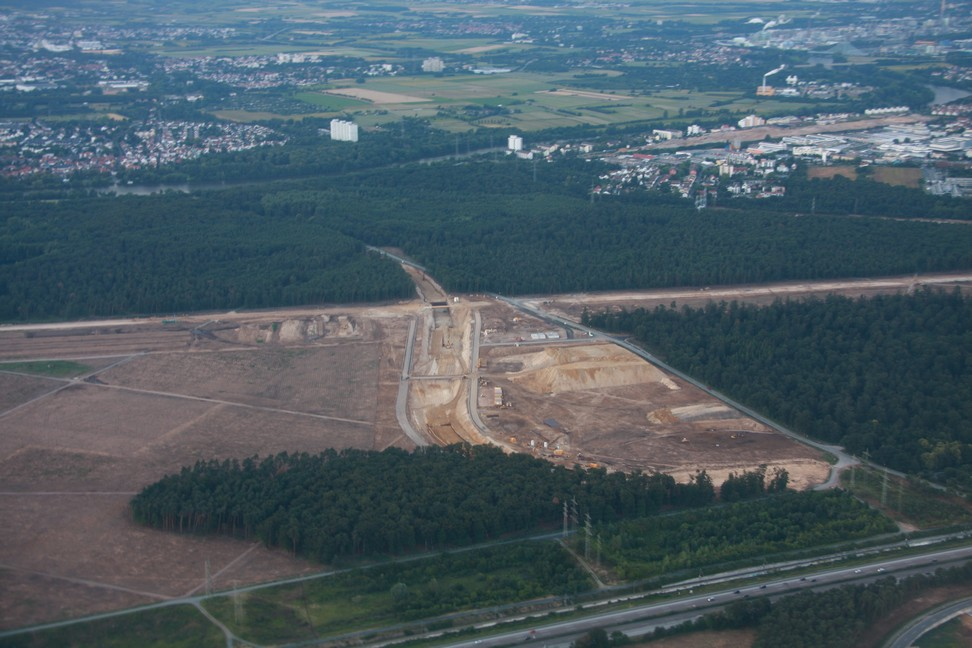
Coupe à blanc pour l'extension de l'aéroport de Francfort (2009).
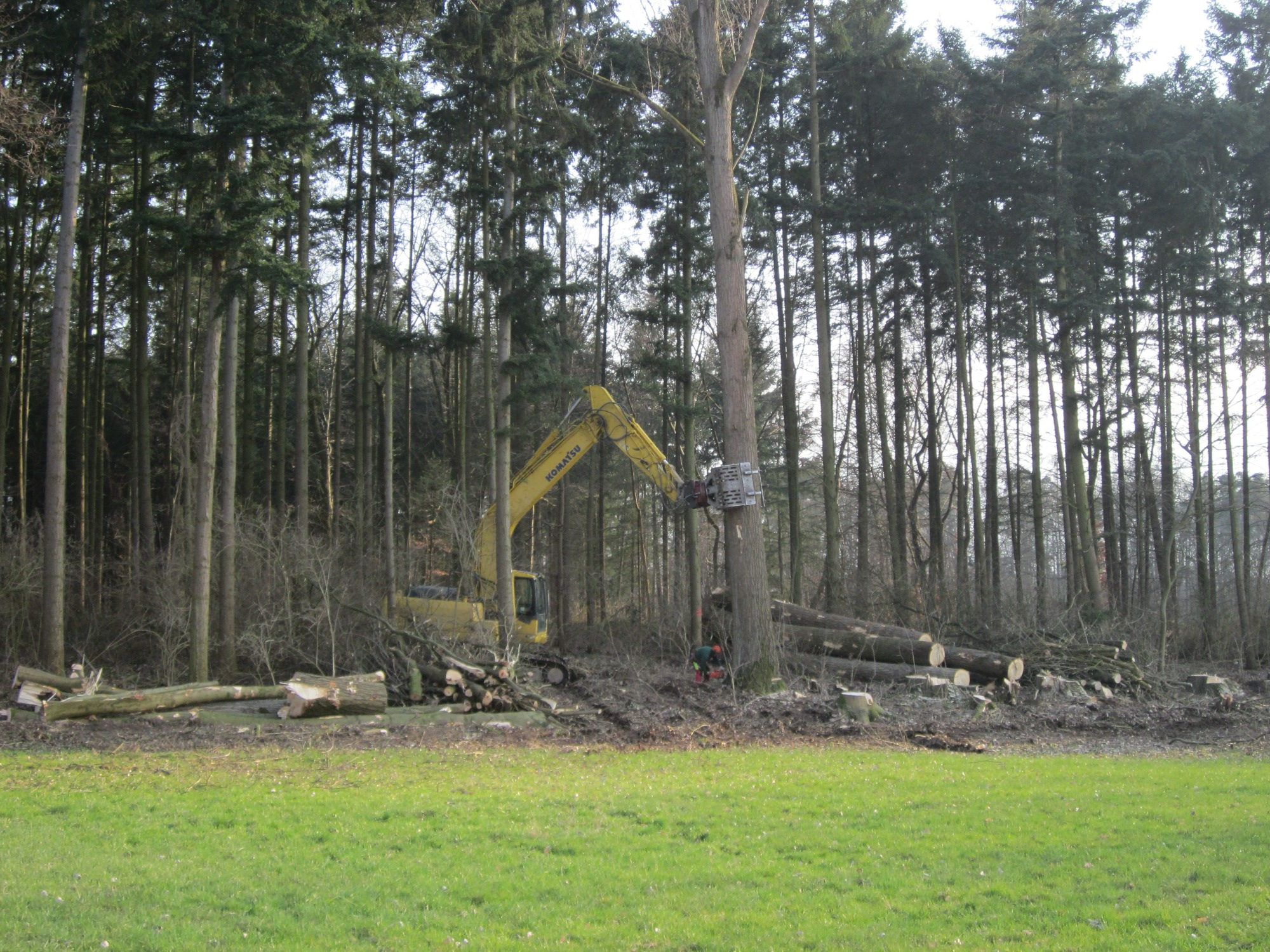
Déforestation mécanisée dans le Bade-Wurtemberg (2013).

## Actions
Le gouvernement allemand avait soutenu la déclaration de New York sur les forêts de 2014, et s'engageait à cesser la dégradation des forêts avant 2030, et à replanter 350 millions d'ha dans le monde.
Cependant en 2024 le chancelier Olaf Scholz a demandé sous la pression des lobbies de différer l'application de la loi européenne anti-déforestation,.